# Березовка (Хакасия)
Березо́вка — деревня в Алтайском районе Хакасии. Входит в состав Новороссийского сельсовета.
Находится в 37 км от райцентра. Расстояние до ближайшей железнодорожной станции Абакан — 57 км, до аэропорта г. Абакана — 60 км. До центра сельского поселения 5 км.
Образована в начале XX века.
В деревне находятся начальная школа, фельдшерско-акушерский пункт, библиотека, клуб.

## Население
| 2002 | 2010 | 2013 |
| ---- | ---- | ---- |
| 248  | ↗263 | ↘239 |

Население — 257 чел. (01.01.2004), в том числе русские (75,5 %), хакасы (12,0 %), татары, мордва, украинцы, немцы и др.